# Absolutely Fabulous

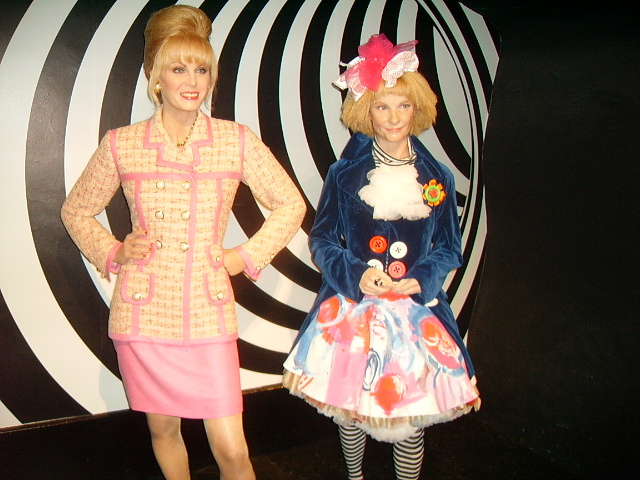
Joanna Lumleys (links) und Jane Horrocks' (rechts) Rollen Patsy und Bubble bei Madame Tussauds in Blackpool

Absolutely Fabulous (auch AbFab) ist der Titel einer britischen Sitcom mit Joanna Lumley und Jennifer Saunders in den Hauptrollen. Die Sendung wird von der BBC produziert und ist aus einem Sketch in Saunders’ Comedyserie French & Saunders (gemeinsam mit Dawn French) hervorgegangen. 1992 startete die erste Staffel von Absolutely Fabulous mit insgesamt sechs Folgen.
Mittlerweile wurden fünf Staffeln, ebenso wie einige Serienspecials (Der letzte Schrei, 1996; Gay, 2002 und White Box, 2004) gedreht. 2011/2012 gab es drei weitere Folgen, welche als Specials bezeichnet werden, und damit ein zweites Comeback. Die erste Folge wurde Weihnachten 2011, die zweite Neujahr 2012 in Großbritannien ausgestrahlt. Die dritte wurde zu den Olympischen Spielen 2012 am 23. Juli 2012 ausgestrahlt.
Die BBC versuchte Saunders zu überreden, ein weiteres Christmas-Special zu schreiben sowie eine sechste Staffel, die 2013 starten sollte. Allerdings twitterte Saunders, dass sie zurzeit (2012) an einer Film-Adaption arbeitete. Diese Idee wurde 2013 wieder verworfen und 2014 durch eine Wette mit Dawn French wieder aufgegriffen. Am 8. September 2016 kam der Film in die deutschen Kinos.
Wegen der freizügigen Darstellung von Drogen- und Alkoholkonsum sowie wenig verantwortungsbewusstem, respektlosem und häufig illegalem Verhalten gewann die Serie weltweit eine sehr breite und treue Anhängerschaft, zog aber auch Rufe nach Zensur von verschiedenen Gruppen auf sich.
Die Serie ist wegen der zynischen Ausarbeitung ihrer Charaktere und der einfallsreichen Drehbücher äußerst beliebt in Großbritannien, genießt aber auch in den USA und Frankreich Kult-Status. Abgerundet wird das ursprünglich nicht unbedingt auf den Mainstream ausgelegte Konzept durch Running Gags und zahlreiche Gastauftritte (britischer) Stars einschließlich mehrerer Auftritte der Sängerin Lulu.

## Handlung

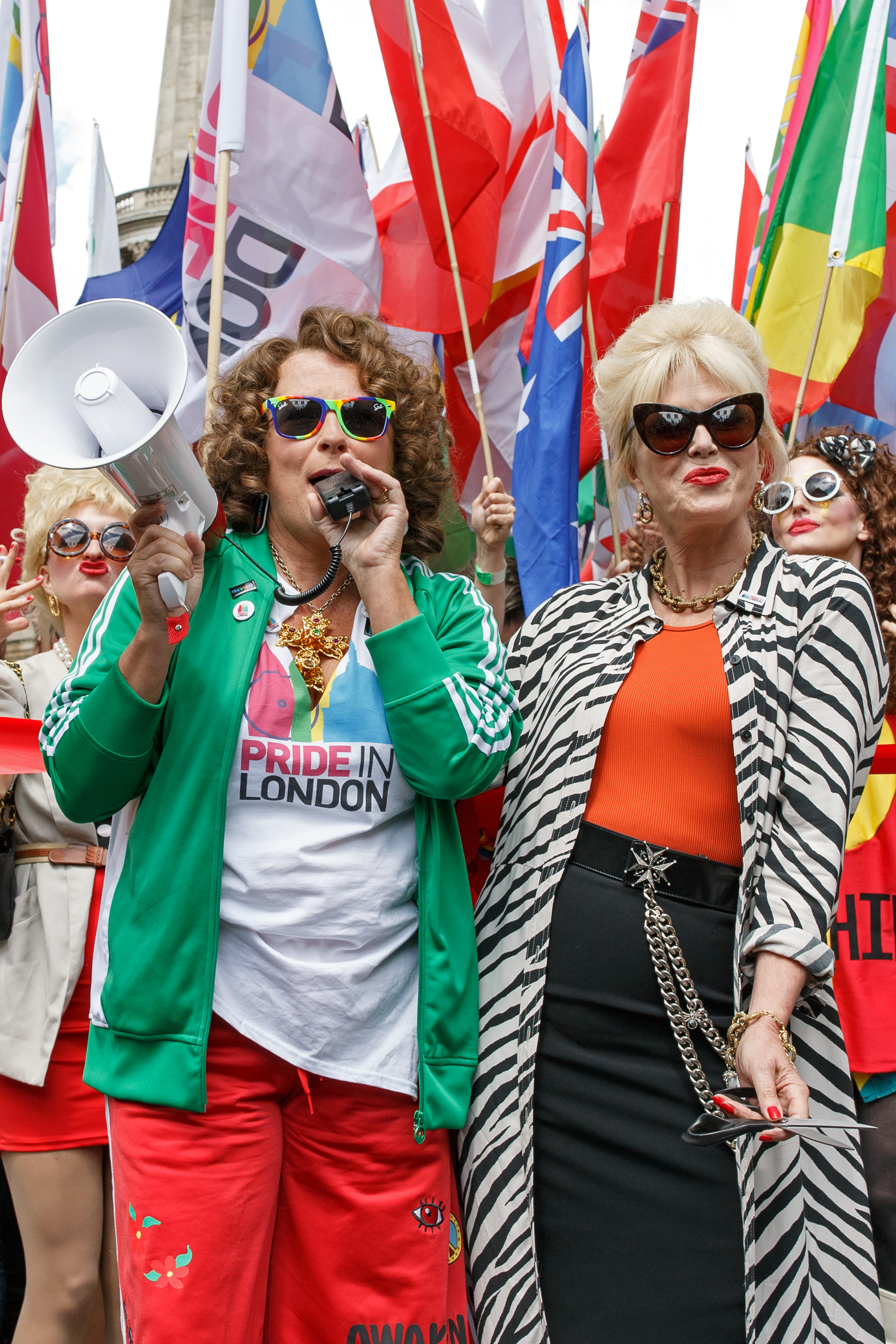
Jennifer Saunders (links) und Joanna Lumley (rechts) in den Rollen der Edina und Patsy bei Pride in London 2016

Sämtliche Figuren der Serie sind stark überzeichnet und karikieren kulturelle Stereotype:
Hauptakteure sind die Unternehmerin Edina Monsoon (gespielt von Jennifer Saunders) und Patsy Stone (Joanna Lumley).
Als Angehörige der Londoner Oberschicht verfügen beide über die finanziellen Ressourcen, um den jeweiligen Mode- oder Lifestyletrends zu entsprechen. Fortdauernder Fokus der Figur der Edina ist der nicht normgerechte Körper, dem Edina durch Diäten beizukommen versucht. Die schlanke Patsy konzentriert sich auf den Konsum von Alkohol und Zigaretten. Die Assistentin in Edinas PR-Unternehmen, Bubble, fällt bei jedem Auftritt durch exzentrische Kleidung und geringen Sachverstand auf.
Zwischen Patsy und Saffron, die aus einer früheren Ehe stammende Tochter Edinas, herrschen häufig emotionale Spannungen. Saffron wird mit konservativen Werte- und Moralvorstellungen dargestellt und häufig als moralische Instanz gegenüber Edina und Patsy inszeniert.
Absolutely Fabulous persifliert oft aktuelle Trends und Modeerscheinungen oder das Zeitgeschehen (zum Beispiel Cocooning, Reality-TV, Botox etc.), aber auch das oftmals gespannte Verhältnis zwischen Mutter und Tochter sowie andere familiäre Probleme.

## Besetzung

### Hauptdarsteller und deren Synchronsprecher
Die erste Synchronisation wurde von Autoren-Synchron in Hamburg durchgeführt, wobei Thomas Hermanns das Dialogbuch schrieb und Michael Nowka Dialogregie führte. Die zweite Synchronisation entstand bei Deutsche Synchron GmbH in Berlin. Dialogbuch und -regie führten Matthias Müntefering, Sabine Sebastian und erneut Michael Nowka.
| Rolle                   | Darsteller        | Erste Synchronfassung (Premiere; DVD Staffel 1 – 3) | Zweite Synchronfassung (Arte Staffel 1–5; DVD Staffel 4 & 5, AbFab wird 20!) |
| ----------------------- | ----------------- | --------------------------------------------------- | ---------------------------------------------------------------------------- |
| Edina „Eddy“ Monsoon    | Jennifer Saunders | Isabella Grothe                                     | Traudel Haas                                                                 |
| Patricia „Patsy“ Stone  | Joanna Lumley     | Angela Stresemann                                   | Kerstin Sanders-Dornseif                                                     |
| Saffron „Saffy“ Monsoon | Julia Sawalha     | Tina Eschmann                                       | Julia Kaufmann                                                               |
| June Monsoon            | June Whitfield    | Sabine Hahn                                         | Gisela Fritsch                                                               |
| Bubble, Katy Grin, Lola | Jane Horrocks     | Kerstin Draeger                                     | Ghadah Al-Akel, Diana Borgwardt (Gay, White Box, AbFab wird 20!-Specials)    |

### Nebenrollen
| Rolle                          | Darsteller          | Episoden                                                                               | Erste Synchronfassung (Premiere; DVD Staffel 1 – 3)                 | Zweite Synchronfassung (Arte Staffel 1–5; DVD Staffel 4 & 5, AbFab wird 20!) |
| ------------------------------ | ------------------- | -------------------------------------------------------------------------------------- | ------------------------------------------------------------------- | ---------------------------------------------------------------------------- |
| Justin                         | Christopher Malcolm | 2, 5, 11–12, 14, Der letzte Schrei – Teil 1&2, 23, 29, 32, Identität                   | Ben Hecker                                                          |                                                                              |
| Sarah                          | Naoko Mori          | 4, 7, 14–15, 17, Der letzte Schrei – Teil 2, 19, 23, 27–28, Identität                  | Celine Fontanges                                                    | Tanja Geke                                                                   |
| Bo Turtle (geb. Crysalis)      | Mo Gaffney          | 5, 18, Der letzte Schrei – Teil 1&2, 23–24, Gay, 29, 32, White Box, Olympische Spiele  | Micaëla Kreißler (Episode 5)                                        | Marianne Groß                                                                |
| Marshall Turtle                | Christopher Ryan    | 5, 8, 14, Der letzte Schrei – Teil 2, 23–24, Gay, 29, 32, White Box, Olympische Spiele | Michael Quiatowsky                                                  | Michael Pan                                                                  |
| Oliver                         | Gary Beadle         | 5, 14, Der letzte Schrei – Teil 2                                                      | Nicolas König                                                       | entfällt                                                                     |
| Catriona                       | Helen Lederer       | 6–7, 10, 17, Der letzte Schrei – Teil 1&2, 22, 24–25, 30, 32, Gay, White Box, Job      | Sabine Falkenberg (Episode 6–7, 10), Jacqueline Renée (Episode 17), | Sabine Winterfeldt                                                           |
| Fleur                          | Harriet Thorpe      | 6–7, 10, 17, Der letzte Schrei – Teil 2, 22, 24–25, 30, 32, Gay, White Box, Job        |                                                                     | Christin Marquitan                                                           |
| Magda                          | Kathy Burke         | 6–7, 17–18, Der letzte Schrei – Teil 2                                                 | Astrid Kollex (Episode 6–7), Katja Brügger (Episode 17–18)          | Cornelia Meinhardt                                                           |
| Patsys Mutter                  | Eleanor Bron        | 6, 12, 32                                                                              |                                                                     | Sonja Deutsch (Episode 6)                                                    |
| Krankenschwester               | Llewella Gideon     | 7–8                                                                                    | Claudia Schermutzky                                                 | Sarah Méndez Garcia                                                          |
| Jackie Stone                   | Kate O’Mara         | 14, 32                                                                                 | Monika Gabriel                                                      | Regina Lemnitz                                                               |
| Claudia Bing                   | Celia Imrie         | 16, 24                                                                                 | Hildegard Krekel                                                    | Evelyn Maron                                                                 |
| Lady Candida De Denison-Bender | Tilly Blackwood     | 19, 21–22, 24                                                                          | entfällt                                                            | Claudia Urbschat-Mingues                                                     |
| John Johnstone                 | Felix Dexter        | 26, 29, 31–32                                                                          | entfällt                                                            | Tobias Meister                                                               |

## Gastauftritte
Viele vor allem britische und amerikanische Prominente haben Gastauftritte, in denen sie sich meistens selbst darstellen. Diese sind:
| - Sylvia Anderson - Patrick Barlow - Christopher Biggins - Helena Bonham Carter - Crispin Bonham-Carter - Jo Brand - Fern Britton - Simon Brodkin - Emma Bunton - Dora Bryan - Naomi Campbell - Linford Christie - Nicky Clarke - Terence Conran | - Richard Curtis - Daniela Denby-Ashe - Marcella Detroit - Clarissa Dickson Wright - Sacha Distel - Minnie Driver - Lindsay Duncan - Adrian Edmondson - Britt Ekland - Idris Elba - Marianne Faithfull (spielt Gott) - Jesse Tyler Ferguson - Dawn French - Mariella Frostrup | - Stephen Gately - Jean Paul Gaultier - Whoopi Goldberg - Richard E. Grant - Sofie Gråbøl - Germaine Greer - Tanni Grey-Thompson - Debbie Harry - Miranda Hart - David Haye - Tom Hollander - Kelly Holmes - Colin Jackson - Elton John | - Mark Kermode - Christian Lacroix - Nathan Lane - Leigh Lawson - Robert Lindsay - Lulu - Stella McCartney - Suzy Menkes - Laurie Metcalf - Kate Moss - Graham Norton - Erin O’Connor - Bruce Oldfield - Anita Pallenberg (spielt den Teufel) | - Suzi Quatro - Zandra Rhodes - Mandy Rice-Davies - Richard and Judy - Miranda Richardson - La Roux - Kristin Scott Thomas - Meera Syal - Twiggy - Rufus Wainwright - Kirsty Wark - Ruby Wax - Dale Winton - Katy Wix |

## Figuren

### Hauptfiguren

#### Edina „Eddie“ Margaret Rose Monsoon
Edina Monsoon kam als Edwina Margaret Rose Monsoon zur Welt. Von ihren Bekannten und vor allem Patsy wird sie mit ihrem Spitznamen Eddie (im Deutschen in der Schreibweise Eddy) angesprochen. Edina war zwei Mal verheiratet und hat aus beiden Ehen Kinder, Sohn Serge aus ihrer ersten Ehe mit Marshall sowie Tochter Saffron aus ihrer zweiten Ehe mit Justin. Als einzige weitere Familienmitglieder werden ihre Eltern erwähnt, wobei einzig ihre Mutter über die ganze Serie hinweg als Hauptcharakter in Erscheinung tritt, während Edinas Vater nur in Rückblenden zu sehen ist und in der zweiten Folge der zweiten Staffel verstirbt. Sie betreibt eine PR-Agentur, die jedoch nur mäßig erfolgreich ist. Dennoch konnte sie zu genug Reichtum gelangen, um sich ein Haus in der noblen Londoner Gegend Holland Park leisten zu können. Als einzige, in der Serie regelmäßig auftretende Klientinnen hat sie u. a. Lulu, Twiggy (in Staffel 4) und Emma Bunton (ab Staffel 5) vorzuweisen.
Immer wieder wird ihr Gewicht thematisiert, so ist ein Abnehmprogramm gleich in zwei Folgen (Staffel 1, Folge 2 und Staffel 4, Folge 4) Hauptbestandteil der Handlung. Weiterhin ist sie für Drogenexzesse jeglicher Art, vor allem aber Alkohol, bekannt. Besonders in den ersten Staffeln steht zudem Edinas Bedürfnis jeglichen „Modeerscheinungen“ nachzueifern sowie das Ausprobieren verschiedener New-Age-Therapien im Vordergrund.
Während das Verhältnis zu ihrer besten Freundin Patsy positiv ist, ist sie den anderen Menschen in ihrem engeren Umfeld gegenüber, vor allem zu Familienangehörigen und ihren Ex-Männern, eher negativ eingestellt. Ihren Sohn Serge vertrieb sie durch ihr Verhalten in die USA. Hauptbestandteil der Handlung ist das unausgeglichene Verhältnis sowie häufige Diskussion über das Verhalten der anderen zwischen ihrer Tochter Saffron und ihr.

#### Patsy Stone
Patsy ist Edinas beste Freundin und heißt mit vollen Namen Eurydice Colette Clytemnestra Dido Bathsheba Rabelais Patricia Cocteau Stone. Familiär ist nicht allzu viel über sie bekannt. Zu ihrer Mutter hatte sie kein sonderlich gutes Verhältnis, ihre Mutter war als freilebender Geist bekannt und sah Patsy als „Unfall“. Es ist nicht bekannt, wer ihr Vater ist, laut Patsys Aussage habe „auch ihre Mutter ihn nur flüchtig gekannt“. Patsy hat eine ältere Schwester namens Jackie, die in zwei Folgen (Staffel 3, Folge 2 und Staffel 5, Folge 8) auftritt und in der letzten Folge der fünften Staffel verstirbt. Patsy selbst behauptet, in ihrer früheren Schaffensperiode als erfolgreiches Model und It-Girl gearbeitet zu haben, wobei in Rückblenden deutlich wird, dass dies nicht der Wahrheit entspricht. Darüber hinaus war sie als Pornodarstellerin bekannt. In der ersten Staffel arbeitet sie als Fashion Director in einem Modemagazin, ist jedoch nur ein Mal in ihrem Büro (Staffel 1, Folge 6) zu sehen. Zum Ende der dritten Staffel verschlägt es sie nach New York, wo sie bei Vogue arbeitet, ehe sie wieder nach London zurückkehrt. Weiterhin arbeitet sie zeitweise als Editorial in einem Magazin, hat ihr eigenes Büro in Edinas Wohnzimmer und arbeitet in einem Geschäft ihres Bekannten Jeremy.
Das Verhältnis zu Eddy ist besonders eng, im Gegensatz zu Edina ist Patsy gegenüber Edinas Ex-Männern und ihrer Mutter eher positiv eingestellt. Einzig die Beziehung zu Edinas Tochter Saffron gestaltet sich besonders schwierig. So plädierte Patsy zur Abtreibung, versuchte sie später durch Adoption aus dem Leben zu verbannen und verkaufte sie auf einem Markt in Marokko (Staffel 2, Folge 3). Regelmäßiger Running-Gag der Serie ist das Alter Patsys, das zu keinem Zeitpunkt der Serie bekannt wird. Zu Beginn behauptet Patsy 39 Jahre alt zu sein, später korrigiert sie dies auf 42, verrät dennoch nicht ihr tatsächliches Alter.

## Schauplätze
Hauptschauplatz der Serie ist das Haus von Edina, das sich im Londoner Stadtteil Holland Park befindet; in Holland Park selbst fanden jedoch nur die Außenaufnahmen vor dem Haus statt, während die Innenaufnahmen ausschließlich in Studios stattfanden. Das Haus selbst ist in drei Etagen unterteilt. Im Erdgeschoss befindet sich eine große Empfangshalle mit Zugang zum Wohnzimmer. Über eine Treppe erreicht man das obere Stockwerk sowie über eine weitere Treppe die Küche, die sich im Souterrain befindet. Neben Edinas, Saffrons und Serges Zimmer (letzteres ist nur in Staffel 3, Folge 3 zu sehen) befinden sich ein Gästebad sowie Edinas großes Badezimmer im Obergeschoss. Die Küche im Souterrain ist in zwei Teile unterteilt. Ausgenommen in der fünften Staffel befindet sich vom Zuschauer aus gesehen auf der linken Seite eine Kochinsel. Rechts befindet sich ein großer Tisch nebst einer weiteren Arbeitsfläche.

### Außenaufnahmen
Teilweise fanden Außenaufnahmen nicht nur in London selbst, sondern auch in anderen Teilen der Welt statt. So wurden Einstellungen für Folgen, in denen Eddy und Patsy verreisen, in Paris, Teilen Frankreichs und Marokkos sowie in New York gedreht. Mit dem Special Gay, in dem Eddy auf der Suche nach ihrem Sohn Serge ist, ist zum überwiegenden Teil in New York gedreht worden.

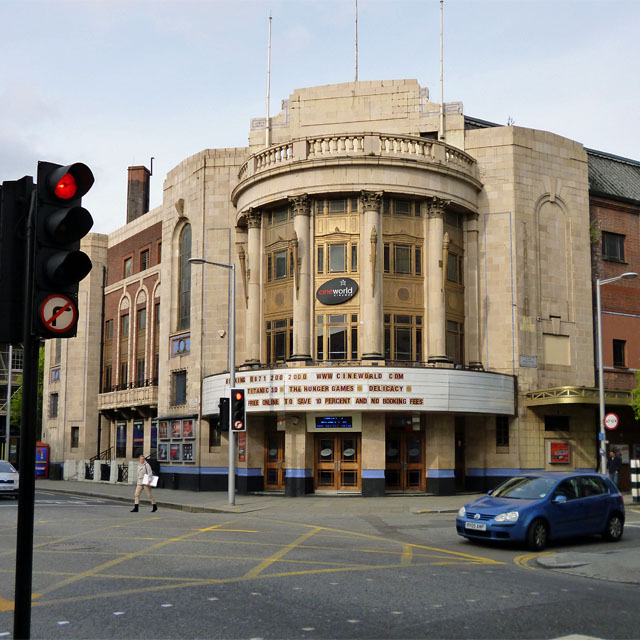
Der Treppenaufgang links am Cineworld in der Fulham Road diente in der Folge Der letzte Schrei – Teil 1 als Außenset für Patsys Apartment.
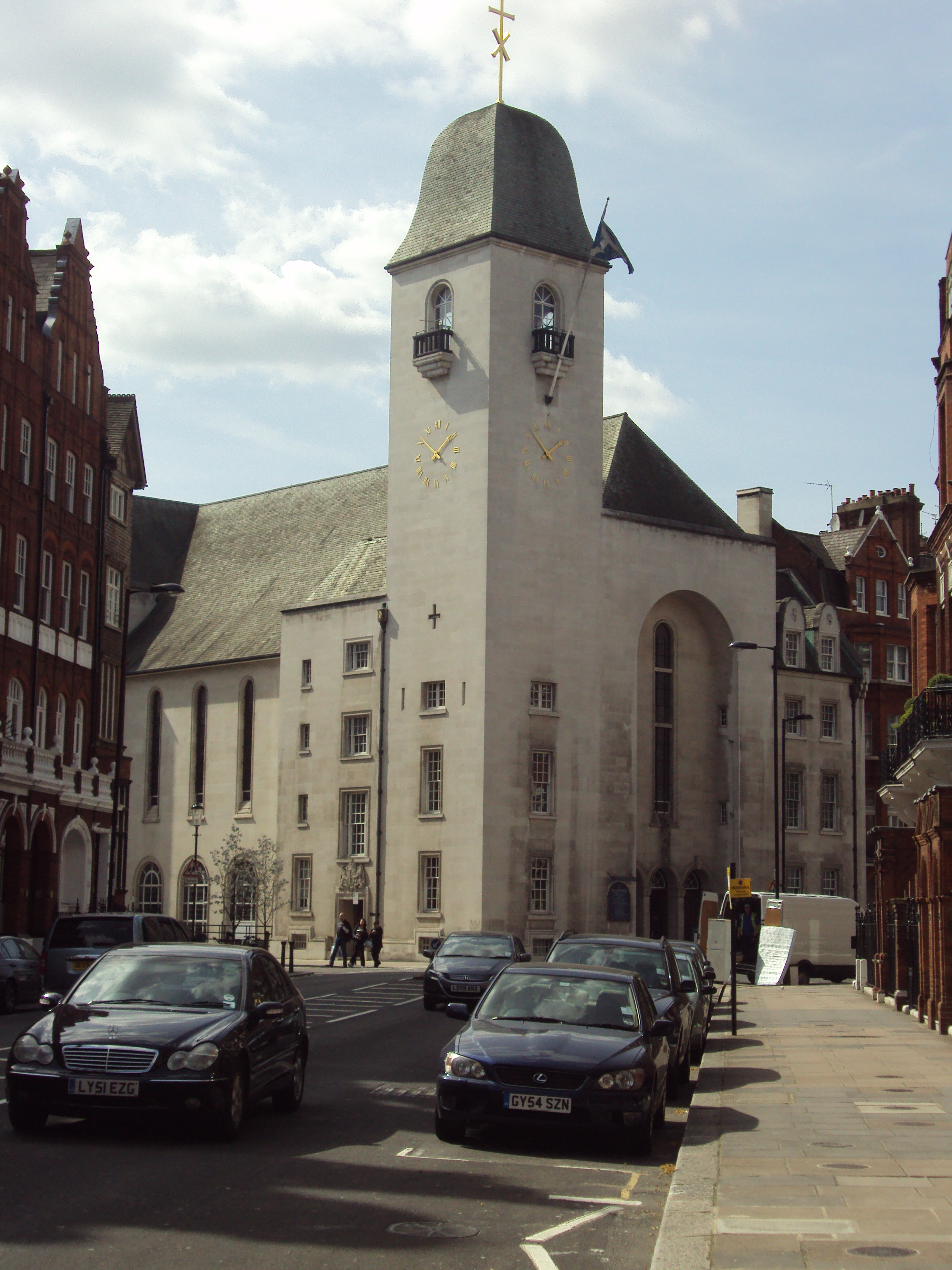
An und in der St. Columba's Church fanden in der gleichen Episode Aufnahmen zu Saffys Trauung statt.
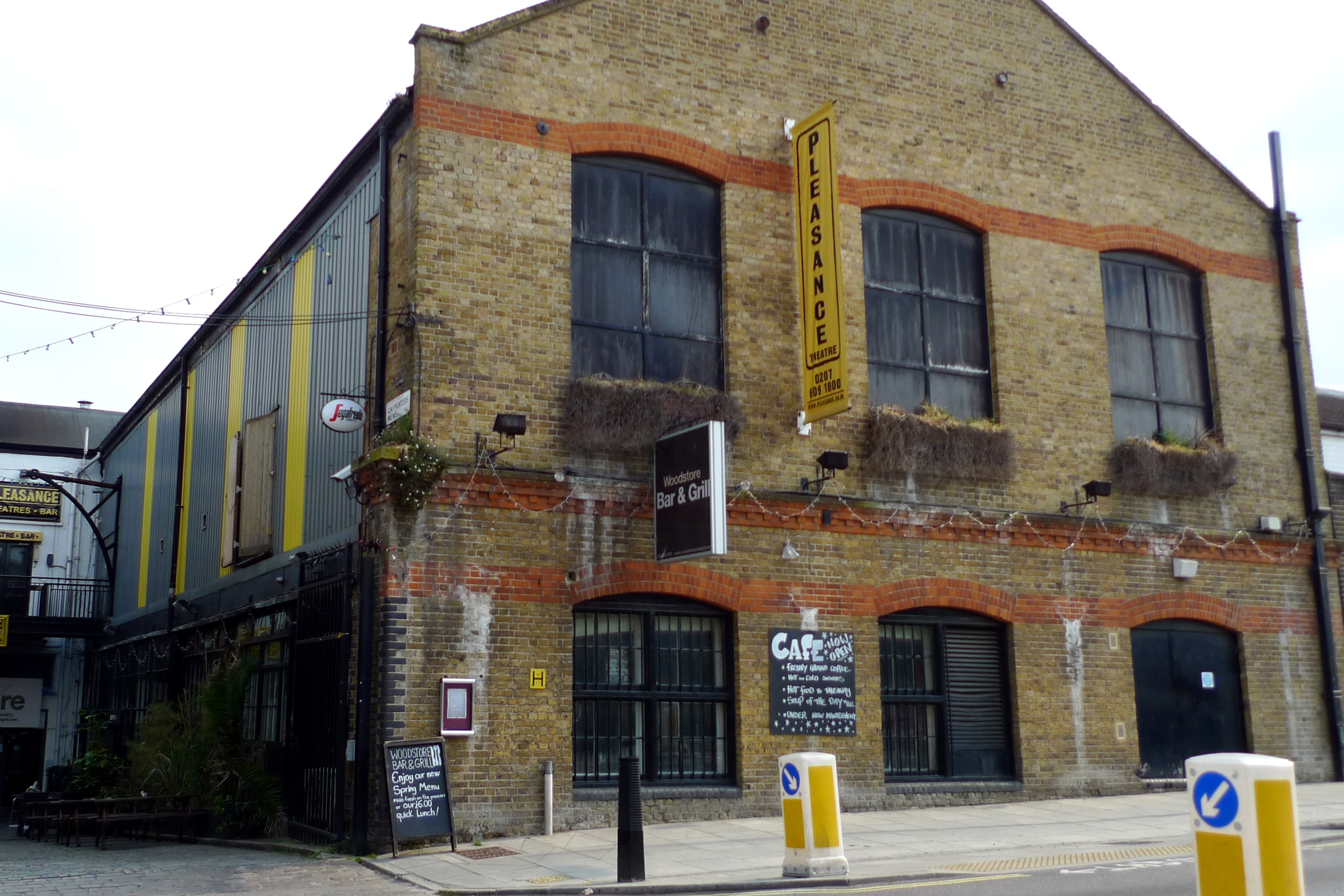
Das Pleasant Theatre in der North Road in London diente in der Folge Saffys Premiere als Theater-Außenset.

## Titelsong
Der Titelsong der Serie ist This Wheel's on Fire, welcher von Bob Dylan und Rick Danko geschrieben wurde. Gesungen wird der Song von Julie Driscoll sowie Saunders’ Ehemann Adrian Edmondson.

### Weitere Versionen
Im Laufe der Serie wird der Song von vielen Darstellern gesungen. So sind es Joanna Lumley und Jennifer Saunders, die in der Episode Geburtstagsfeier an einer Karaoke-Maschine den Titelsong singen. Marianne Faithfull und P. P. Arnold singen darüber hinaus den Song am Ende des Specials Der letzte Schrei – Teil 1, Debbie Harry singt ihn in Gay und Hermine Demoriane am Ende der Episode Ein Tag in Paris.
Weiterhin ist erwähnenswert, dass beim Abspann jeder Folge der vierten Staffel die Textzeile Ziggy played guitar von David Bowies Ziggy Stardust nach dem Ende des Titelsongs angehängt wird.

### Urheberrechtsprobleme in den USA
Da es mit der Veröffentlichung des Songs zu Urheberrechtsproblemen in den USA kam, wurde er durch eine instrumentale Version des Songs auf den US-amerikanischen DVDs ersetzt. Dieser ist auch auf den deutschen DVDs als Hintergrundmelodie der Menüs von Staffel Eins bis Vier zu hören. Außerdem wurde die musikalische Einlage von Horrocks, Gaffney und Ryan aus dem Musical Chicago in einer Traumsequenz in der Folge Hausgeburt in Staffel Fünf herausgeschnitten.

## Staffeln
Die Serie besteht aus 5 Staffeln, die 1992–1996 sowie 2001–2003 produziert wurden.

### Episodenliste
| Nummer (gesamt) | Nummer (Staffel) | Originaltitel | Deutscher Titel      | Erstausstrahlung  | Deutsche Erstausstrahlung |
| 01              | 01               | Fashion       | Modenschau           | 12. November 1992 | 18. November 1994         |
| 02              | 02               | Fat           | Zu dick!             | 19. November 1992 | 25. November 1994         |
| 03              | 03               | France        | Ferien in Frankreich | 26. November 1992 | 2. Dezember 1994          |
| 04              | 04               | Iso Tank      | Iso Tank             | 3. Dezember 1992  | 9. Dezember 1994          |
| 05              | 05               | Birthday      | Geburtstagsfeier     | 10. Dezember 1992 | 16. Dezember 1994         |
| 06              | 06               | Magazine      | Das neue Modejournal | 17. Dezember 1992 | 23. Dezember 1994         |

| Nummer (gesamt) | Nummer (Staffel) | Originaltitel    | Deutscher Titel    | Erstausstrahlung | Deutsche Erstausstrahlung |
| 07              | 01               | Hospital         | Im Krankenhaus     | 27. Januar 1994  | 30. Dezember 1994         |
| 08              | 02               | Death            | Ein Todesfall      | 3. Februar 1994  | 13. Januar 1995           |
| 09              | 03               | Morocco          | Marokko            | 10. Februar 1994 | 20. Januar 1995           |
| 10              | 04               | New Best Friends | Die beste Freundin | 24. Februar 1994 | 27. Januar 1995           |
| 11              | 05               | Poor             | Armut              | 3. März 1994     | 3. Februar 1995           |
| 12              | 06               | Birth            | Geburt             | 10. März 1994    | 10. Februar 1995          |

| Nummer (gesamt) | Nummer (Staffel) | Originaltitel  | Deutscher Titel | Erstausstrahlung | Deutsche Erstausstrahlung |
| 13              | 01               | Door Handle    | Die Türklinke   | 30. März 1995    | 12. Januar 1996           |
| 14              | 02               | Happy New Year | Silvester       | 6. April 1995    | 19. Januar 1996           |
| 15              | 03               | Sex            | Sex             | 20. April 1995   | 26. Januar 1996           |
| 16              | 04               | Jealous        | Eifersucht      | 27. April 1995   | 2. Februar 1996           |
| 17              | 05               | Fear           | Angst           | 4. Mai 1995      | 9. Februar 1996           |
| 18              | 06               | The End        | Das Ende        | 11. Mai 1995     | 16. Februar 1996          |

| Nummer (gesamt) | Nummer (Staffel) | Originaltitel  | Deutscher Titel   | Erstausstrahlung   |
| 19              | 01               | Parralox       | Lifting           | 31. August 2001    |
| 20              | 02               | Fish Farm      | Der Morgen danach | 7. September 2001  |
| 21              | 03               | Paris          | Ein Tag in Paris  | 14. September 2001 |
| 22              | 04               | Donkey         | Abnehmen          | 21. September 2001 |
| 23              | 05               | Small Openings | Saffys Premiere   | 28. September 2001 |
| 24              | 06               | Menopause      | Wechseljahre      | 5. Oktober 2001    |

| Nummer (gesamt) | Nummer (Staffel) | Originaltitel            | Deutscher Titel                | Erstausstrahlung  |
| 25              | 01               | Cleanin’                 | In freudiger Erwartung         | 17. Oktober 2003  |
| 26              | 02               | Book Clubbin’            | Buchclubs & Babys              | 24. Oktober 2003  |
| 27              | 03               | Panickin’                | Big Mother                     | 31. Oktober 2003  |
| 28              | 04               | Huntin’ Shootin’ Fishin’ | Auf der Jagd                   | 7. November 2003  |
| 29              | 05               | Birthin’                 | Hausgeburt                     | 14. November 2003 |
| 30              | 06               | Smoozin’                 | Abbey Road revisited           | 28. November 2003 |
| 31              | 07               | Exploitin’               | Die Baby-Kollektion            | 5. Dezember 2003  |
| 32              | 08               | Cold Turkey              | Weihnachtlicher Leichenschmaus | 24. Dezember 2003 |

| Nummer | Originaltitel           | Deutscher Titel            | Erstausstrahlung   | Deutsche Erstausstrahlung |
| 01     | The Last Shout – Part 1 | Der letzte Schrei – Teil 1 | 6. November 1996   | 29. Dezember 2000         |
| 02     | The Last Shout – Part 2 | Der letzte Schrei – Teil 2 | 7. November 1996   | 29. Dezember 2000         |
| 03     | Gay                     | Gay                        | 27. September 2002 | 12. Dezember 2013         |
| 04     | White Box               | White Box                  | 25. Dezember 2004  | 12. Dezember 2013         |
| 05     | Identity                | Identität                  | 25. Dezember 2011  | 21. November 2013         |
| 06     | Job                     | Job                        | 1. Januar 2012     | 28. November 2013         |
| 07     | Olympics                | Olympische Spiele          | 23. Juli 2012      | 5. Dezember 2013          |

| Nummer | Originaltitel                    | Deutscher Titel | Erstausstrahlung |
| 01     | How to Be Absolutely Fabulous    | TBA             | 6. Januar 1995   |
| 02     | Absolutely Fabulous : A Life     | TBA             | 28. Oktober 1998 |
| 03     | The Story Of Absolutely Fabulous | TBA             | 2. Januar 2004   |

## Veröffentlichungen

### Deutschland

#### DVDs
In Deutschland sind alle Episoden der Serie auf Deutsch bei polyband erschienen.
Obwohl die Folgen Gay und White Box bereits in der DVD-Box Season Fünf erschienen, wurde die deutsch synchronisierte Fassung mit dem Erscheinen der DVD AbFab wird 20! erst knapp 6 Jahre später, im Jahre 2013, veröffentlicht. Ob es sich dabei um eine Synchronisation nur für die DVD-Veröffentlichung handelt, ist nicht bekannt. Durch die Tatsache, dass die Serie im deutschen Fernsehen fast ausschließlich in OmU läuft, gilt dies aber als wahrscheinliche Annahme.
Am 26. August 2016 erschien eine Neuauflage der Komplettbox von 2008. Im Gegensatz zu der Box von 2008 enthält die Neuauflage neben den drei Specials von 2011 und 2012, der Dokumentation Absolutely Fabulous: A Life und How to Be Absolutely Fabulous erstmals auch den Zweiteiler Der letzte Schrei. Dieser erschien im englischen Original mit deutschen Untertiteln.
| Name                                                 | Veröffentlichung   | Kurzinformationen | Bonus-Material | FSK          | Folgen  |
| ---------------------------------------------------- | ------------------ | --- | --- | ------------ | ------- |
| Season Eins                                          | 21. März 2005      | Diese DVD enthält die sechs Folgen der ersten Staffel.                                                                                           | Outtakes; The Original French & Saunders-Sketch (mit deutschen Untertiteln); Bildergalerie | Ab 12 Jahren | 6       |
| Season Zwei                                          | 26. September 2005 | Diese DVD enthält die sechs Folgen der zweiten Staffel.                                                                                          | Outtakes; Bildergalerie | Ab 12 Jahren | 6       |
| Season Drei                                          | 27. Februar 2006   | Diese DVD enthält die sechs Folgen der dritten Staffel.                                                                                          | Outtakes; Bildergalerie | Ab 16 Jahren | 6       |
| Season Vier                                          | 23. März 2007      | Diese DVD enthält die sechs Folgen der vierten Staffel.                                                                                          | Pilotepisode Mirrorball (mit gleichem Cast); Behind-the-Scenes-Interviews mit Jennifer Saunders, Joanna Lumley, June Whitfield und Jon Plowman; Outtakes; Bildergalerie; zuschaltbare Kommentare von Jennifer Saunders und Jon Plowman zu allen Episoden | Ab 16 Jahren | 6       |
| Season Fünf                                          | 26. Oktober 2007   | Diese DVD enthält die 8 Folgen der fünften Staffel.                                                                                              | Gay (mit zuschaltbaren Kommentaren); White Box; Outtakes; Bildergalerie; The Original French & Saunders-Sketch (mit deutschen Untertiteln) | Ab 16 Jahren | 8       |
| Die komplette Serie                                  | 28. März 2008      | Diese DVD enthält alle Folgen der gesamten Serie, ausgenommen das Special Der letzte Schrei und jene, die 2011 produziert wurden.                | Pilotepisode Mirrorball (mit gleichem Cast); Behind-the-Scenes-Interviews mit Jennifer Saunders, Joanna Lumley, June Whitfield und Jon Plowman; Zuschaltbare Kommentare von Jennifer Saunders und Jon Plowman zu allen Episoden der vierten Staffel; Gay (mit zuschaltbaren Kommentaren); White Box; Outtakes; Bildergalerie; The Original French & Saunders-Sketch (mit deutschen Untertiteln)                                         | Ab 16 Jahren | 32 (+2) |
| AbFab wird 20!                                       | 27. September 2013 | Diese DVD enthält die drei Specials zum 20. Jubiläum der Serie und die Folgen Gay und White Box erstmals auf Deutsch.                            | Originalbeitrag der BBC: Jennifer Saunders und Joanna Lumley mit der Olympischen Flamme 2012 in London; „Ab Fab Does Sport Relief“-Bonussketche und Behind-the-Scenes; optional zuschaltbare englische Untertitel zu allen Episoden; optional zuschaltbare deutsche Untertitel zu den Episoden „Gay“ und „White Box“; zuschaltbare Kommentare sowie Fotogalerie und Outtakes zur Episode „Gay“.                                         | Ab 16 Jahren | 3       |
| Die komplette Serie. Absolut alles und jedes Special | 26. August 2016    | Diese DVD enthält alle Folgen der gesamten Serie (inkl. Der letzte Schrei (in OmU), Gay, White Box sowie der Specials zum 20-jährigen Jubiläum). | Pilotepisode Mirrorball (mit gleichem Cast); Behind-the-Scenes-Interviews mit Jennifer Saunders, Joanna Lumley, June Whitfield und Jon Plowman; Zuschaltbare Kommentare von Jennifer Saunders und Jon Plowman zu allen Episoden der vierten Staffel und zum Special Gay; Outtakes; Bildergalerie; The Original French & Saunders-Sketch; How to Be Absolutely Fabulous: A behind-the-scenes look at Ab Fab; Absolutely Fabulous: A Life | Ab 16 Jahren | 32 (+7) |

#### Streaming
Im Jahr 2015 stellte RTLnow die erste Staffel online kostenlos zur Verfügung, auf Clipfish war sie ebenfalls zu finden. Inzwischen ist sie über beide Plattformen jedoch nicht mehr schaubar.
Über Amazon Instant Video kann die komplette Serie staffelweise oder jede einzelne Episode kostenpflichtig gestreamt werden. Dabei kann man zwischen der Originalfassung und der deutschen Synchronfassung wählen. Ausgenommen ist hierbei die Doppelfolge Der letzte Schrei.

### Vereinigtes Königreich
Im Vereinigten Königreich erschienen zuerst VHS-Kassetten, ab 2000 dann auch DVDs zur Serie.

#### VHS-Kassetten
Alle VHS-Kassetten erschienen bei BBC Video, mit Ausnahme von The Last Shout. Diese erschien bei Vision Video.
| Name                                        | Veröffentlichung  | Kurzinformationen                                                                    |
| ------------------------------------------- | ----------------- | ------------------------------------------------------------------------------------ |
| Series 1: Fashion / Fat / France            | 4. Oktober 1993   | Diese Kassette enthält die ersten drei Folgen der ersten Staffel                     |
| Series 1: Iso Tank / Birthday / Magazine    | 4. Oktober 1993   | Diese Kassette enthält die Folgen 4 bis 6 der ersten Staffel                         |
| Series 2: Hospital / Death / Morocco        | 19. Oktober 1994  | Diese Kassette enthält die ersten drei Folgen der zweiten Staffel                    |
| Series 2: New Best Friend / Poor / Birth    | 19. Oktober 1994  | Diese Kassette enthält die Folgen 4 bis 6 der zweiten Staffel                        |
| The Complete Series 1                       | 3. Juli 1995      | Diese zwei Kassetten enthalten alle Folgen der ersten Staffel                        |
| Series 3: Doorhandle / Happy New Year / Sex | 2. Oktober 1995   | Diese Kassette enthält die ersten drei Folgen der dritten Staffel                    |
| Series 3: Jealous / Fear / The End          | 2. Oktober 1995   | Diese Kassette enthält die Folgen 4 bis 6 der dritten Staffel                        |
| Series 1–3                                  | 30. Oktober 1995  | Dieses 6-Kassettenset enthält alle Folgen der ersten drei Staffeln                   |
| The Complete Series 2                       | 3. Juni 1996      | Diese zwei Kassetten enthalten alle Folgen der zweiten Staffel                       |
| The Last Shout                              | 11. November 1996 | Diese Kassette enthält das zweiteilige Special Der letzte Schrei                     |
| Absolutely Fabulous: Absolutely Not         | 3. November 1997  | Diese Kassette enthält Bloopers und Outtakes                                         |
| Absolutely Fabulous: A Life                 | 2. November 1998  | Diese Kassette enthält eine Mockumentary mit 15 Minuten neuem Material von der Serie |
| The Complete Series 4                       | 19. November 2001 | Diese Kassette enthält alle Folgen der vierten Staffel                               |
| The Complete Series 3                       | 25. November 2002 | Diese zwei Kassetten enthalten alle Folgen der dritten Staffel                       |
| The Complete Series 2                       | 25. November 2002 | Diese zwei Kassetten enthalten alle Folgen der zweiten Staffel – in neuer Aufmachung |
| The Complete Series 1                       | 25. November 2002 | Diese zwei Kassetten enthalten alle Folgen der ersten Staffel – in neuer Aufmachung  |
| Series 1–4                                  | 25. November 2002 | Dieses 8-Kassettenset enthält alle Folgen der ersten vier Staffeln                   |

#### DVDs
In Großbritannien wurden inzwischen alle Folgen der Serie auf DVD veröffentlicht. Das Special „White Box“ erschien, im Gegensatz zur US-amerikanischen DVD-Veröffentlichung nicht individuell auf DVD, sondern war erst im Rahmen der Disc-Collection Absolutely Fabulous: Absolutely Everything 2010 erstmals auf DVD erhältlich. Alle DVDs erschienen bei BBC Video, lediglich The Last Shout wurde über Vision Video veröffentlicht.
| Name                                                                | Veröffentlichung   | Kurzinformationen | Bonus-Material | Folgen  |
| ------------------------------------------------------------------- | ------------------ | --- | --- | ------- |
| Series 1                                                            | 20. November 2000  | Diese DVD enthält die sechs Folgen der ersten Staffel.                                                                                       | Outtakes; The Original French & Saunders-Sketch; Bildergalerie | 6       |
| The Last Shout                                                      | 27. November 2000  | Diese DVD enthält Teil 1 und 2 des Specials.                                                                                                 | Outtakes, Sammlung unvergesslicher Momente | 2       |
| Series 2                                                            | 1. Oktober 2001    | Diese DVD enthält die sechs Folgen der zweiten Staffel.                                                                                      | Outtakes; Bildergalerie | 6       |
| Series 3                                                            | 12. November 2001  | Diese DVD enthält die sechs Folgen der dritten Staffel.                                                                                      | Outtakes; Bildergalerie | 6       |
| Series 4                                                            | 8. April 2002      | Diese DVD enthält die sechs Folgen der vierten Staffel.                                                                                      | Pilotepisode Mirrorball (mit gleichem Cast); Behind-the-Scenes-Interviews mit Jennifer Saunders, Joanna Lumley, June Whitfield und Jon Plowman; Outtakes; Bildergalerie; zuschaltbare Kommentare von Jennifer Saunders und Jon Plowman zu allen Episoden | 6       |
| The Complete DVD Collection: Series 1–4                             | 25. November 2002  | Diese DVD enthält alle Folgen der Staffeln 1–4.                                                                                              | Pilotepisode Mirrorball (mit gleichem Cast); Behind-the-Scenes-Interviews mit Jennifer Saunders, Joanna Lumley, June Whitfield und Jon Plowman; Zuschaltbare Kommentare von Jennifer Saunders und Jon Plowman zu allen Episoden; Outtakes; Bildergalerie; The Original French & Saunders-Sketch | 24      |
| Gay                                                                 | 29. September 2003 | Diese DVD enthält das Special Gay von 2002.                                                                                                  | Outtakes, Bildergalerie | 1       |
| Series 5                                                            | 27. September 2004 | Diese DVD enthält die 8 Folgen der fünften Staffel.                                                                                          | Outtakes; Bildergalerie | 8       |
| Absolutely Fabulous: Absolutely Everything                          | 15. November 2010  | Diese DVD enthält alle Folgen der gesamten Serie (inkl. Der letzte Schrei, Gay und White Box), ausgenommen jene, die 2011 produziert wurden. | Pilotepisode Mirrorball (mit gleichem Cast); Behind-the-Scenes-Interviews mit Jennifer Saunders, Joanna Lumley, June Whitfield und Jon Plowman; Zuschaltbare Kommentare von Jennifer Saunders und Jon Plowman zu allen Episoden der vierten Staffel; Outtakes; Bildergalerie; The Original French & Saunders-Sketch; How to Be Absolutely Fabulous: A behind-the-scenes look at Ab Fab; Absolutely Fabulous: A Life; Joanna Lumley on Modeling | 32 (+4) |
| Ab Fab at 20                                                        | 30. Juli 2012      | Diese DVD enthält die drei Specials zum 20. Jubiläum der Serie und die Folgen Gay und White Box erstmals auf Deutsch.                        | „Ab Fab Does Sport Relief“-Bonussketch | 3       |
| Absolutely Fabulous: Absolutely Everything – The Definitive Edition | 17. März 2014      | Diese DVD enthält alle Folgen der gesamten Serie (inkl. Der letzte Schrei, Gay, White Box sowie der Specials zum 20-jährigen Jubiläum).      | Pilotepisode Mirrorball (mit gleichem Cast); Behind-the-Scenes-Interviews mit Jennifer Saunders, Joanna Lumley, June Whitfield und Jon Plowman; Zuschaltbare Kommentare von Jennifer Saunders und Jon Plowman zu allen Episoden der vierten Staffel; Outtakes; Bildergalerie; The Original French & Saunders-Sketch; How to Be Absolutely Fabulous: A behind-the-scenes look at Ab Fab; Absolutely Fabulous: A Life; Joanna Lumley on Modeling | 32 (+7) |

### Weltweite Veröffentlichungen

#### DVDs
In Frankreich erschien zwischen dem 28. April 2001 und dem 10. April 2005 die komplette Serie auf DVD, am 10. Oktober 2005 erschien die Serie in einer Komplett-Box. Angegeben wurde auf dieser Box, dass sie 36 Episoden enthält, was zum damaligen Zeitpunkt alle Episoden inklusive Der letzte Schrei einschließen würde. Unklar ist, ob eine Veröffentlichung eben jenes Zweiteilers bereits zuvor erfolgte. Am 1. April 2013 erschien die Serie im komplett neuen Aussehen. Die Cover wurden den englischen DVD-Covern angeglichen. Zeitgleich erschienen die Specials zum 20-jährigen Jubiläum auf DVD, eine Komplett-Box erschien am 16. Oktober 2013.
Auch in den USA erschien die Serie auf DVD. Die erste Veröffentlichung erfolgte ab dem 13. März 2001 und schloss am 30. September 2003 mit der DVD Absolutely Fabulous: Absolutely Special ab, die Der letzte Schrei und Gay (in den USA unter Absolutely Fabulous in New York bekannt) beinhaltet. Am 13. September 2005 erfolgte eine Neuauflage der ersten vier Staffeln sowie eine Veröffentlichung der fünften Staffel. Eine Box mit den Staffeln Eins bis Drei erschien am 4. Oktober 2005. White Box wurde am 16. Oktober 2007, daraufhin eine Komplettbox namens Absolutely Fabulous: Absolutely Everything am 27. Mai 2008 veröffentlicht. Die letzte US-amerikanische Veröffentlichung erfolgte am 11. September 2012, als die Specials zum 20-jährigen Jubiläum auf DVD erhältlich wurden.
Die australische DVD-Edition umfasst die Staffel Eins bis Fünf sowie Der letzte Schrei und White Box und die Specials von 2011 und 2012. Gay erschien, wie in der zweiten französischen und der deutschen Fassung auf der Staffelbox von Staffel 5. Darüber hinaus sind Boxen mit den Staffel Eins bis Fünf sowie die aufgezählten Specials (ausgenommen jene, die 2011 produziert wurden) erhältlich. Die Box, die am 20. April 2006 veröffentlicht wurde, beinhaltet, im Gegensatz zur Box, die am 5. April 2011 erschien, nicht Der letzte Schrei.

### Weiteres
Erwähnenswert ist, dass die Fotomotive auf dem DVD-Cover bis auf wenige Ausnahmen länderübergreifend auftreten.
So zieren das Cover von:
- Staffel 1: Patsy (links) mit Wodka-Flasche in der rechten und Zigarette in der linken Hand sowie Eddy (rechts) mit Handtasche und großem Schal. Dieses Cover fand Anwendung in Deutschland, den USA, Frankreich, Australien und dem Vereinigten Königreich.
- Staffel 2: Patsy (links) mit Blazer und Richtung Betrachter gerichteter Blick sowie Eddy (rechts) im Trainingsanzug, die ein Lächeln vortäuscht und sich leicht nach vorne rechts beugt. Dieses Cover fand Anwendung in allen bei Staffel Eins aufgeführten Ländern.
- Staffel 3: Eddy (links) im dunklen Outfit mit Hut sitzend am Küchentisch, die rechte Hand auf dem Tisch gelegt, in der linken eine Zigarette sowie Patsy (rechts) dahinter, ebenfalls dunkel gekleidet, an den Tisch lehnend mit Zigarette in der rechten Hand. Dieses Cover fand Anwendung in allen bei Staffel Eins aufgeführten Ländern.
- Staffel 4: Patsy (links), lachend, mit Mütze und der linken Hand vor dem Gesicht sowie Eddy (rechts) grinsend davor, ihr Kopf auf Bauchhöhe von Patsy, wieder mit Hut, und Anorak sowie Umhängetasche. Dieses Cover fand Anwendung in allen bei Staffel Eins aufgeführten Ländern.
- Staffel 5: Eddy (links) erstaunt mit Mütze und Trainingsanzug, mit Champagner in der linken und Zigarette in der rechten Hand sowie Patsy (rechts) angeekelt mit Champagner in der rechten Hand sowie Zigarette in der linken Hand kurz vor dem Mund, Blazer-tragend. Dieses Cover fand Anwendung in Deutschland sowie Australien. Patsy (links) als Booberella im schwarzen Latex-Anzug sowie eine Nahaufnahme von Eddys Gesicht (rechts) zieren das Cover in Frankreich und im Vereinigten Königreich. Das US-amerikanische Cover zeigt Eddy und Patsy im gleichen Outfit wie das deutsche bzw. australische Cover, lediglich die Haltung der beiden ist anders als bei den genannten Covern.

Aufgrund der länderspezifischen Veröffentlichung der Specials ist ein Vergleich der Cover hier nur schwer möglich. Außerdem ist anzumerken, dass die deutschen DVDs eine eigene Schriftart vom Absolutely Fabulous-Schriftzug tragen, statt des Logos der zweiten und dritten Staffel, was international für die DVDs genutzt wurde.

## Ausstrahlung

### Deutschland
Die Erstausstrahlung fand ab 12. November 1994 auf dem Sender Premiere statt, die Serie wurde danach bis Februar 1995 gezeigt, im Januar und Februar 1996 dann wiederholt. Ab März 1996 zeigte tm3 die Serie bis zum 19. November 1998, ab 1998 war die Serie dann auch bei Arte zu sehen. Ob hier bereits die zweite Synchronisation zum Einsatz kam, ist nicht bekannt.
Vom 1. Januar 2000 bis zum 29. April 2000 wiederholte tm3 ein letztes Mal die Serie. Am 25. August 2001 zeigte dann Arte den Spielfilm, worum es sich hierbei handelt ist nicht abschließend geklärt. Es könnte sich hierbei aber um Der letzte Schrei handeln.
Am 22. Juni 2004 nahm Arte die Serie für einen Monat wieder ins Programm auf. Bis zum 23. Juli 2004 wurde sie von Montag bis Freitag um 20:15 Uhr gezeigt. Die Wiederholung erfolgte, wie die Abendausstrahlung immer wochentags, um 17:45 Uhr. Ein letztes Mal im Free-TV für lange Zeit lief die Serie am 14. November 2004, wie zuvor auch auf Arte. 2006 folgten Wiederholungen auf dem englischsprachigen Sender BBC Prime, die über Pay-TV-Pakete auch in Deutschland empfangbar waren.
Ab dem 2. Januar 2007 zeigte Sat.1 Comedy die Serie wieder, montags und dienstags ab 0:15 Uhr, z. T. auch wenige Minuten später oder früher, auch nicht immer in Doppelfolgen. Die letzte Folge bei Sat.1 Comedy wurde am 24. September 2008 gezeigt.
Nur kurze Zeit später begann TIMM mit einer Ausstrahlung am Donnerstag um 20:15 Uhr in Doppelfolgen, wiederholt wurde die Serie dann samstags um 0:45 Uhr. Später wurde die Serie am späten Donnerstag gezeigt, die Anzahl der gezeigten Folgen variierten. Ab 7. August 2009 folgte dann auch eine Ausstrahlung am Freitagabend, allerdings nur bis zum 18. September 2009. Am 27. September 2010 begann man die Serie auch Montagnacht ab 2:00 Uhr zu zeigen, am 3. Oktober 2010 folgte eine Ausstrahlung in der Nacht auf Sonntag ab 0:30 Uhr. Am 25. Oktober 2010 wurde die letzte Folge auf TIMM ausgestrahlt.
Am 18. Dezember 2008 wurde zudem eine Sondersendung mit dem Titel Best Of: Absolutely Fabulous gezeigt, welches 60 Minuten lang ist. Es könnte sich hierbei um The Story Of Absolutely Fabulous handeln.
Seit 2013 zeigt BBC Entertainment, der Nachfolgesender von BBC Prime, die Serie unregelmäßig in seinem Programm.
Ab dem 21. November 2013 zeigte Einsfestival die Specials aus dem Jahre 2011 sowie Gay und WhiteBox erstmals im deutschen Fernsehen, Ende Februar/Anfang März 2014 wurden die Folgen dann wiederholt.

### Vereinigtes Königreich
Die Erstausstrahlung der Serie erfolgte ab dem 12. November 1992 auf BBC One. Das Finale der dritten Staffel wurde am 7. November 1996 ausgestrahlt, ehe Absolutely Fabulous am 31. August 2001 mit der vierten Staffel erneut auf BBC One mit neuen Episoden ausgestrahlt. Das Finale der fünften Staffel lief am Weihnachtstag 2004, dem 25. Dezember 2004.
Als ab dem 25. Dezember 2011 die Specials zum 20-jährigen Jubiläum auf BBC One starteten, erfolgte erstmals auch eine Ausstrahlung in HDTV. Das letzte Special lief zu Beginn der Olympiade, am 23. Juli 2012.

### Weltweit
In den USA erfolgte eine Ausstrahlung auf Comedy Central, BBC America, Oxygen Network und Logo. Im kanadischen Fernsehen wurde die Serie u. a. über das kanadische Pendant der BBC BBC Canada gezeigt, aber auch über CBC und The Comedy Network.
Australiens Fernsehsender ABC zeigte alle Staffeln, Wiederholungen liefen im Kabel bei UK.TV und The Comedy Channel, im Jahr 2007. Der Sender Seven Network wiederholte außerdem die ersten drei Staffeln. Weiterhin laufen Wiederholungen der fünften Staffel sowie sporadische Ausstrahlung auf ABC, der Schwestersender ABC2 zeigt weitere Wiederholungen.
Australiens Nachbar Neuseeland zeigt die Serie auf TVNZ, indische Fans kommen über den Sender BBC Entertainment in den Genuss aller Staffeln und Specials.
In Portugal zeigte RTP2 Absolutely Fabulous, in Irland wurde RTÉ Two mit der Ausstrahlung beauftragt. Serbien zeigte ab 1998 die erste Staffel, auf B92 erfolgten dann 2004 weitere Ausstrahlungen, während in Tschechien alle Episoden zu diesem Zeitpunkt bereits gezeigt worden waren. In Mazedonien zeigte Stiel die Serie einige Male.
Absolutely Fabulous ist u. a. in den Niederlanden und in Flandern beliebt, die Ausstrahlung erfolgte hier auf VPRO und Canvas.
Schweden versorgte seine Zuschauer über den Senderbund SVT mit den Episoden, während man in Frankreich neben der Ausstrahlung über Arte France die Serie auch über Jimmy, France 4 und Canal + verfolgen kann. Auf letzterem erfolgte die französische Erstausstrahlung.
Im finnischen Fernsehen war die Serie über Yle TV1 zu sehen, in Estland war Absolutely Fabulous bei Eesti Televisioon zu sehen, während die Serie in Brasilien bei GNT zu sehen war.
Auch in Polen konnte man Absolutely Fabulous verfolgen. So erfolgte die Ausstrahlung der ersten beiden Staffeln auf Wizija Jeden, TVP3, TVN7 und BBC Entertainment.

## Benefiz-Projekt
1994 komponierten und produzierten die Pet Shop Boys für die britische Hilfsorganisation Comic Relief eine Benefiz-Single und spielten sie zusammen mit Jennifer Saunders und Joanna Lumley ein. Liedtitel und Interpretenname waren Absolutely Fabulous. Die Single enthielt neben dem Gesang der Pet Shop Boys auch Dialogausschnitte aus der Serie und erreichte Platz 6 der UK-Charts.

## Geplante US-amerikanische Remakes

### Geplantes Remake in den 1990er-Jahren
Roseanne Barr plante eine amerikanische Version der Serie mit Carrie Fisher und Barbara Carrera in den Hauptrollen. Viele Elemente aus Absolutely Fabulous wurden dazu bereits in Roseanne eingeführt. So gewinnt Roseanne Conner in Roseanne in der Lotterie und lernt auf einer abendlichen Veranstaltung Eddy und Patsy kennen, welche von Jennifer Saunders und Joanna Lumley verkörpert werden. Auch Mo Gaffney hat einen Auftritt und scheint Eddy und Patsy zu kennen, allerdings tritt sie nicht in ihrer Rolle als Bo, sondern als Astrid (auch Bobo genannt) auf.
Obwohl Absolutely Fabulous damals bereits von Premiere auf Deutsch ausgestrahlt wurde, wurden nicht Isabella Grothe und Angela Stresemann, aber auch nicht Traudel Haas und Kerstin Sanders-Dornseif für die Sprechrollen von Saunders und Lumley genommen. Stattdessen nahm man Manuela Renard für die Sprechrolle der Eddy, Patsy wurde von Ilona Grandke synchronisiert.

### Geplantes Remake von 2009
2009 unternahm man einen zweiten Versuch die Serie mit dem Titel Ab Fab in die USA zu exportieren. Ein im Januar 2009 beauftragter und produzierter Pilotfilm, in dem Kathryn Hahn die Rolle der Eddie, Kristen Johnston die Rolle der Patsy sowie Zosia Mamet die Rolle der Saffy verkörperten, wurde schließlich von Fox abgelehnt. Die Serie, die in Los Angeles spielen sollte, wurde nicht produziert. Geplant war, Saunders als ausführende Produzentin in die Produktion einzubinden, neben dem Arrested Development-Schöpfer Mitchell Hurwitz, Ian Moffitt, Eric Tannenbaum, Kim Tannenbaum sowie Christine Zander. Zander sollte ebenso als Autorin fungieren. Die Produktion sollte durch Sony Pictures TV, BBC Worldwide und Tantamount umgesetzt werden.

## Verfilmungen

### Absolument fabuleux

Logo des Films

2001 entstand in Frankreich eine Kinoversion mit Josiane Balasko (als Eddie), Nathalie Baye (als Patsy), Marie Gillain (als Safrane), Claude Gensac (als Mama), Vincent Elbaz (als Jonathan) und Yves Rénier (als Alain). In Gastauftritten u. a. Catherine Deneuve, Chantal Goya und Jennifer Saunders selbst.

### Absolutely Fabulous: Der Film

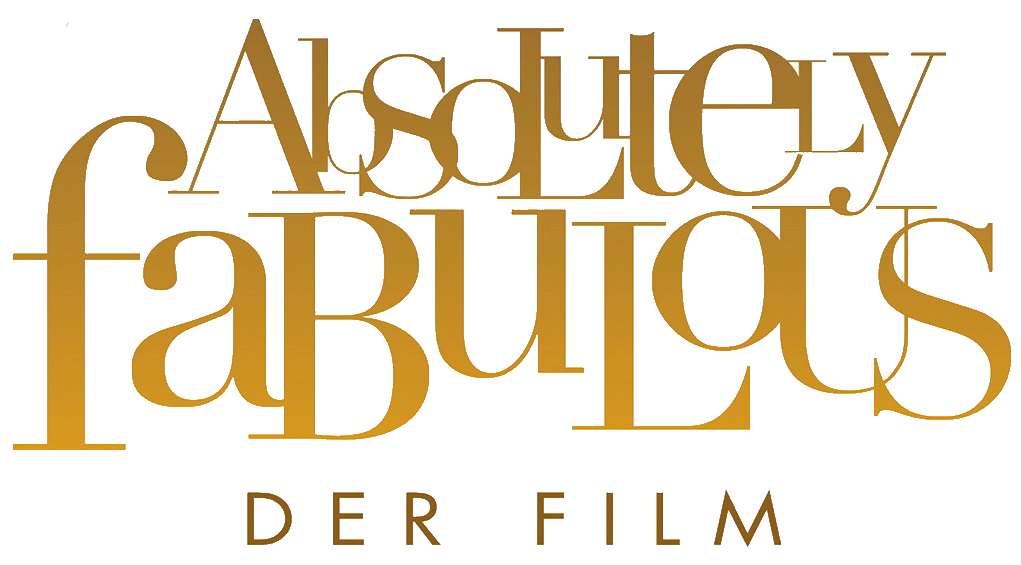
Logo des Films

Jennifer Saunders erwähnte gegenüber dem New York Magazine, dass sie einen Film zur Serie definitiv machen wollen würde. Als Kulisse habe sie die Französische Riviera im Blick gehabt. Im April 2013 gab sie in der Alan Carr Chatty Man Show allerdings bekannt, dass sie kein Film-Projekt zur Serie in Angriff nehmen würde, da der Cast „zu alt sei“.
Am 4. Januar 2014 bestätigte Saunders während eines Interviews in The Jonathan Ross Show, dass der Film nun doch definitiv gedreht wird, nachdem er so lange immer wieder im Gespräch war. Im April 2014 bestätigte sie gegenüber BBC Breakfast, dass sie weiter an einem Film schreibt und sagte, dass der Film im Laufe des Jahres 2015 veröffentlicht werden soll.
Anfang 2015 bestätigte Saunders dann, dass ein erster Drehbuchentwurf fertiggestellt wurde. Joanna Lumley gab im Rahmen eines Interviews in der ITV-Sendung This Morning am 29. Juli 2015 bekannt, dass die Dreharbeiten zum neuen Film am 12. Oktober 2015 starten und rund acht Wochen dauern sollen. Gedreht wird auch im Süden Frankreichs.
Der Film startete am 1. Juli 2016 in Großbritannien, ehe die deutsche Synchronfassung ab dem 8. September 2016 auf den deutsche Kinoleinwänden gezeigt wurde. Im Gegensatz zu den letzten Veröffentlichungen, bei denen ausschließlich die 2. Synchronfassung zu hören war, werden im Film für die Hauptrollen wieder die Sprecher der 1. Synchronfassung eingesetzt.

## Trivia
- In der ersten deutschen Synchronfassung duzt Saffy Patsy in den ersten beiden Staffeln, wechselt in der dritten Staffel jedoch ins Sie. Wie es zu diesem Umstand kam, ist unbekannt.

## Mirrorball
Mirrorball war der Pilotfilm einer neuen Serie, mit den fünf Hauptdarstellerinnen des AbFab-Casts. Während der Dreh- und Schreibarbeiten zur Serie wurde Saunders für eine vierte Staffel von Absolutely Fabulous inspiriert. Der Pilotfilm wurde im britischen Fernsehen ausgestrahlt und auf der britischen als auch der deutschen DVD zur vierten Staffel (bei letzterer mit deutschen Untertiteln) veröffentlicht.